# Miesten vuoro
Miesten vuoro é um filme de drama finlandês de 2010 dirigido e escrito por Joonas Berghäll e Mika Hotakainen. Foi selecionado como representante da Finlândia à edição do Oscar 2011, organizada pela Academia de Artes e Ciências Cinematográficas.